# Franz Idzikowski
Franz Idzikowski (* 27. April 1817 in Paruschowitz bei Rybnik, Kreis Rybnik, Regierungsbezirk Oppeln, Provinz Schlesien; † 1874 in Koppitz, Kreis Grottkau) war ein deutscher Pädagoge, Gymnasiallehrer und schlesischer Heimatforscher.

## Leben
Idzikowski war ein promovierter Gymnasiallehrer am Matthias-Gymnasium in Breslau. Im 1861 publizierten Jahresbericht des Gymnasiums wird er als ‚Hauptmann a. D.‘ bezeichnet.
Er hatte Philologie studiert und erhielt im Sommer 1841, als er Kandidat der Philologie war und sich in Maiwaldau, Kreis Schönau, aufhielt, von der Regierung die Erlaubnis, seine Tätigkeit als Hauslehrer fortzusetzen. Er trat 1843 als Kandidat für das Lehramt in das Breslauer Gymnasium ein und wurde 1844 als Lehrer angestellt. Er erteilte Unterricht in den Schulfächern Geschichte, Geographie und Latein. 
Als gebürtiger Oberschlesier, offenbar von einer katholischen Familie mit polnischen Wurzeln abstammend, entwickelte er ein reges Interesse an der älteren und neueren Geschichte der Region. Er betrieb Heimatforschung und veröffentlichte einige wichtige Abhandlungen. Zu den 1740 durch den Ersten Schlesischen Krieg eingetretenen territorialen Veränderungen, die seine engere Heimat betrafen und von König Friedrich II. initiiert worden waren, äußerte er sich wie folgt:
„Unsere Gegend wie ganz Schlesien, weiß es ihm Dank, daß er die Schicksale des Landes an einen Staat geknüpft hat, welcher unter energischen und wohlwollenden Regenten in seiner frischen Lebenskraft mehr, wie jeder andere in Europa, für das Wohlsein seiner Bürger gethan hat. Darum ist auch in Oberschlesien jede Erinnerung an die ‚kaiserliche Zeit‘ entschwunden oder verbindet sich mit dem freudigsten Danke für das Eintreten dieses Ereignisses.“
Neujahr 1867 trat Idzikowski als Gymnasiallehrer an dem Breslauer Gymnasium in den Ruhestand.

## Werke
- Die Schul-Disciplin als Erziehungsmittel. Ein pädagogischer Versuch. In: Jahresbericht des Königlichen katholischen Gymnasiums zu Breslau 1850/51, S. 1–24.
- Geschichte der Stadt und ehemaligen Herrschaft Rybnik in Oberschlesien. Maruschke & Berendt, Breslau 1861 (Google Books).
- Die bis jetzt über die Geschichte Oberschlesiens erschienenen Schriften. In: Schlesische Provinzialblätter. Neue Folge, Band 2, Glogau 1863, S. 339–346 (Google Books).
- Geschichte der Stadt Oppeln. Clar, Breslau 1863 (Google Books). (Zusammenfassung) (27 Jahre nach Publikation dieser Stadtchronik sind Ergänzungen dazu veröffentlicht worden von Ernst Wahner: Zur Geschichte der Stadt Oppeln. In: Jahresbericht des Königlichen Katholischen Gymnasiums zu Oppeln für das Schul-Jahr 1889–90. Oppeln 1890, S. 1–12 (Google Books)).
- Ueber die Unsicherheit an den Grenzen des Landes und der einzelnen Herrschaften im 16. Jahrhundert.  In: Schlesische Provinzialblätter. Neue Folge. Dritter Band, Glogau 1864, S. 34–35 (Google Books).
- Nachrichten von dem ehemaligen Franziskaner-Kloster in Gleiwitz, in dessen Räumen den 29. April 1816 das jetzige Gymnasium eröffnet wurde (zum 50-jährigen Jubiläum des Gymnasiums Gleiwitz). In: Schlesische Provinzialblätter. Neue Folge. Fünfter Band, Breslau 1866, S. 140–145 (Google Books), S. 213–221 (Google Books) und S. 273–221 (Google Books).